# Miss Continente Americano
Miss Continente Americano, è un concorso di bellezza femminile internazionale, organizzato annualmente a partire dal 2006. 

## Albo d'oro
| Anno | Nazione         | Vincitrice        | Luogo              |
| ---- | --------------- | ----------------- | ------------------ |
| 2006 | Rep. Dominicana | Mía Taveras       | Guayaquil, Ecuador |
| 2007 | Rep. Dominicana | Marianne Cruz     | Guayaquil, Ecuador |
| 2008 | Messico         | Lupita González   | Guayaquil, Ecuador |
| 2009 | Colombia        | Lina Mosquera     | Guayaquil, Ecuador |
| 2010 | Perù            | Giuliana Zevallos | Guayaquil, Ecuador |
| 2011 | Ecuador         | Claudia Schiess   | Guayaquil, Ecuador |
| 2012 | Brasile         | Camila Serakides  | Guayaquil, Ecuador |
| 2013 | Ecuador         | Carolina Aguirre  | Guayaquil, Ecuador |
| 2014 | Rep. Dominicana | Geisha Montes     | Guayaquil, Ecuador |
| 2015 | Brasile         | Nathália Lago     | Guayaquil, Ecuador |
| 2016 | Filippine       | Jeslyn Santos     | Guayaquil, Ecuador |
| 2017 | Russia          | Tatyana Tsimfer   | Guayaquil, Ecuador |

## Classifica
| Anno | Seconda classificata                             | Terza classificata                             | Quarta classificata                 | Quinta classificata                | Sesta classificata                                |
| ---- | ------------------------------------------------ | ---------------------------------------------- | ----------------------------------- | ---------------------------------- | ------------------------------------------------- |
| 2006 | Uruguay Fatimih Dávila Sosa                      | Venezuela Dayana Carolina Colmenares Bocchieri |                                     |                                    |                                                   |
| 2007 | Venezuela Francis Nohemí Lugo Golindano          | Messico Gladys Castellanos Jiménez             |                                     |                                    |                                                   |
| 2008 | Porto Rico Kristina Ruisánchez                   | Ecuador Doménica Francesca Saporitti Hinojosa  |                                     |                                    |                                                   |
| 2009 | Brasile Denise Ribeiro Aliceral                  | Ecuador Sandra María Vinces Pinargote          |                                     |                                    |                                                   |
| 2010 | Messico Karla María Carrillo González            | Brasile Marylia Bernardt Lila                  |                                     |                                    |                                                   |
| 2011 | Rep. Dominicana Dalia Cristina Fernández Sánchez | Messico Blanca Cecilia Montaño Moreno          |                                     |                                    |                                                   |
| 2012 | Panama Maricely del Carmen González Pomares      | Argentina Josefina José Herrero                |                                     |                                    |                                                   |
| 2013 | India Purva Rana                                 | Cile María Belén Jerez Spuler                  | Belgio Sherine Dandoy               | Uruguay Camila Vezzoso García      | Panama María Gabrielle Sealy Rivera               |
| 2014 | Venezuela Wi May Nava Marquez                    | India Gail Nicole Da Silva                     | Colombia Paula Ruiz Quiroga         | Ucraina Anna Sardyga               | Paraguay Julia Laura Andrea Frison Paredes        |
| 2015 | Colombia Daniela Andrea Castañeda Pardo          | Paraguay Myriam Carolina Arévalos Villalba     | Ecuador María Elisa Padilla Cardoso | India Sushrii Shreya Mishraa       | Rep. Dominicana Kimberly Altagracia Castillo Mota |
| 2016 | Danimarca Mette Riis Sørensen                    | India Lopamudra Raut                           | Brasile Taynara Santana Gargantini  | Messico Cynthia Lizeth Duque Garza | Panama Rita Marianne Silvestre Mogollón           |
| 2017 | Ucraina Alina Pigun                              | Messico Roxana Reyes Herrera                   | Thailandia Aoom Thaweeporn          | Colombia Yenifer Hernández Jaimes  | Rep. Dominicana Jeisy Lucía Rodríguez Estévez     |